# Спаргапис
Спаргапи́с (др.-греч. Σπαργαπίσης — от авест. sparəγa-paēsa, «красотой подобный ростку», от sparəγa — «росток» и paēsa — «красота»; погиб в 530 до н. э.) — сын царицы Томирис, полководец массагетов, попавший в плен к персидскому царю Киру II Великому и покончивший жизнь самоубийством.
По мнению исследователей, имя сына царицы Томирис напоминает имя скифского царя Спаргапифа (некоторые[кто?] считают его отцом Томирис). Сходство имён можно объяснить родством между ираноязычными племенами (европейских) скифов и массагетов.

## Спаргапис в русском переводе «Истории» Геродота
О Спаргаписе повествуется в первой книге «Истории» Геродота.
«Глава 211. А Кир между тем проник с войском за Аракс на один дневной переход и затем поступил по совету Креза. Оставив на месте только слабосильных воинов, сам царь с лучшей частью войска снова отступил к Араксу. Тогда третья часть войска массагетов напала на оставленных Киром воинов и, несмотря на храброе сопротивление, перебила их. [После победы], увидев выставленные в стане персов яства, массагеты уселись пировать. Затем они наелись досыта, напились вина и улеглись спать. Тогда пришли персы, перебили большую часть врагов, а ещё больше захватили в плен. В числе пленников был и сын царицы Томирис, предводитель массагетов, по имени Спаргапис.
Глава 213. Кир, однако, не обратил никакого внимания на слова глашатая. А сын царицы Томирис Спаргапис, когда хмель вышел у него из головы и он понял своё бедственное положение, попросил Кира освободить его от оков. Лишь только царевич был освобождён и мог владеть своими руками, он умертвил себя. Так он скончался.
Глава 214. Томирис же, узнав, что Кир не внял её совету, со всем своим войском напала на персов. Эта битва, как я считаю, была самой жестокой из всех битв между варварами. О ходе её я узнал, между прочим, вот что. Сначала, как передают, противники, стоя друг против друга, издали стреляли из луков. Затем исчерпав запас стрел, они бросились врукопашную с кинжалами и копьями. Долго бились противники, и никто не желал отступать. Наконец массагеты одолели. Почти все персидское войско пало на поле битвы, погиб и сам Кир. Царствовал же он полных 29 лет. А Томирис наполнила винный мех человеческой кровью и затем велела отыскать среди павших персов тело Кира. Когда труп Кира нашли, царица велела всунуть его голову в мех. Затем, издеваясь над покойником, она стала приговаривать так: „Ты все же погубил меня, хотя я осталась в живых и одолела тебя в битве, так как хитростью захватил моего сына. Поэтому‑то вот теперь я, как и грозила тебе, напою тебя кровью“. Из многих рассказов о кончине Кира этот мне кажется наиболее достоверным».
По распространённой версии, Кир II Великий был убит в 530 году до н. э. Рассказ о его гибели отчасти напоминает поздний рассказ Плутарха о гибели Красса в войне с парфянами. По Беросу, Кир нашёл смерть после 9-летнего царствования «в долине Даас», то есть «в стране даха-даев».